# 1941 dans le catholicisme
Chronologie du catholicisme
- 1937
- 1938
- 1939
- 1940
- 1941
- 1942
- 1943
- 1944
- 1945

Cet article présente les faits marquants de l'année 1941 dans le catholicisme.

## Naissances
- 10 janvier : Joseph Fessio, prêtre jésuite et théologien américain († 30 novembre 2016)
- 16 janvier : Marcel Agboton, prélat béninois, archevêque de Cotonou († 14 septembre 2023)
- 22 janvier : Luigi Ferrando, prélat brésilien d'origine italienne, évêque de Bragança do Pará
- 14 février : Tony Anatrella, prêtre et psychothérapeute français condamné pour abus sexuels par l’Église
- 19 février : Hil Kabashi, prélat franciscain albanais, administrateur apostolique d'Albanie méridionale
- 27 février : 
  - {Théophile Kaboy Ruboneka, prélat congolais, évêque de Goma
  - Gabriel Zubeir Wako, premier cardinal soudanais, archevêque de Khartoum
- 8 mars : Wilfrid Fox Napier, cardinal sud-africain, archevêque de Durban, précédemment évêque de Kokstad (en)
- 13 mars : Ramiro Moliner Inglés, prélat espagnol, diplomate du Saint-Siège et archevêque titulaire de Sarda (de) († 20 août 2024)
- 27 mars : Ernest Kombo, prélat congolais, évêque d'Owando († 22 octobre 2008)
- 29 mars : Pio Vito Pinto, prêtre et canoniste italien, doyen de la Rote romaine
- 5 avril : Vincent Ezeonyia, prélat nigérian, évêque d'Aba (en) († 8 février 2015)
- 25 avril : Walter Mixa, prélat allemand, évêque d'Augsbourg et évêque militaire de la Bundeswehr
- 29 avril : Gérard Daucourt, prélat français, évêque de Nanterre
- 2 mai : Wilhelm Hoffsümmer, prêtre et écrivain allemand
- 4 mai : Joachim Wanke, prélat allemand, premier évêque d'Erfurt
- 6 mai : Jean Teyrouz, prélat libanais, éparque de Sainte-Croix-de-Paris des Arméniens, précédemment évêque titulaire de Mélitène des Arméniens (de)
- 9 mai : Émile Puech, prêtre, enseignant-chercheur et épigraphiste français
- 20 mai : Jean-Pierre Grallet, prélat français, archevêque de Strasbourg
- 21 mai : Jean Gagnon, prélat canadien, évêque de Gaspé, précédemment évêque titulaire de Lamdia (de) († 23 décembre 2016)
- 25 mai : André Jarlan, prêtre français, missionnaire au Chili, mort lors d'une manifestation contre la dictature († 4 septembre 1984)
- 8 juin : George Pell, cardinal australien de la Curie romaine, archevêque de Sydney († 10 janvier 2023)
- 10 juin : 
  - Philippe Brizard, prélat français, directeur de l'Œuvre d'Orient
  - Jérôme Martin, prélat et missionnaire français, évêque de Berbérati († 4 décembre 2009)
- 12 juin : Xabier Pikaza, théologien espagnol, proche de la théologie de la libération
- 17 juin : Francisco João Silota (de), prélat mozambicain, évêque de Chimoio
- 26 juin : 
  - Pierre-Marie Gaschy, prélat spiritain français, dernier vicaire apostolique des Îles Saint-Pierre-et-Miquelon et évêque titulaire d'Usinaza
  - Thomas Yeh Sheng-nan, prélat taïwanais, diplomate du Saint-Siège et archevêque titulaire de Leptis Magna (de)
- 14 juillet : Jean Gottigny, prêtre, théologien et humaniste belge
- 19 juillet : Maurice Piat, cardinal mauricien, évêque de Port-Louis
- 20 juillet : Claudio Maria Celli, prélat italien de la Curie et archevêque titulaire de Cluentum (de)
- 22 juillet : Hervé Renaudin, prélat français, évêque de Pontoise († 18 janvier 2003)
- 27 juillet : John Dennis Corriveau, prélat capucin canadien, évêque de Nelson
- 1er août : Philippe Lécrivain, prêtre jésuite, historien et enseignant français († 13 avril 2020)
- 18 août : Beniamino Stella, cardinal italien de la Curie, précédemment diplomate du Saint-Siège et archevêque titulaire de Midila (de)
- 25 août : Vincent Landel, prélat français, archevêque de Rabat
- 31 août : 
  - Giacinto Berloco, prélat italien, diplomate du Saint-Siège et archevêque titulaire de Fidenae (de)
  - Albert Longchamp, prêtre jésuite, journaliste et écrivain suisse († 4 août 2022)
- 8 septembre : Jean-Yves Saunier, prêtre français, aumônier national des Guides de France et de la Fédération sportive et culturelle de France († 9 décembre 2023)
- 21 septembre : Didier-Marie Proton, prêtre et écrivain français
- 28 septembre : Luc Van Looy, prélat belge, évêque de Gand, ayant renoncé au cardinalat après des accusations de couverture d'abus sexuels
- 29 septembre : Hans-Jochen Jaschke, prélat allemand, évêque auxiliaire de Hambourg et évêque titulaire de Tisili (de) († 11 juillet 2023)
- 2 octobre : Michael Campbell, prélat britannique, évêque de Lancaster
- 21 octobre : Josep Maria Mauri, prêtre espagnol, représentant personnel du coprince épiscopal d'Andorre
- 28 octobre : Jean Gardin, prélat spiritain et missionnaire français, évêque d'Impfondo
- 29 octobre : Yvon-Joseph Moreau, prélat trappiste canadien, évêque de Sainte-Anne-de-la-Pocatière
- 7 novembre : Angelo Scola, cardinal italien, archevêque de Milan
- 8 novembre : Daniel Bohan, prélat canadien, archevêque de Regina
- 25 novembre : Jean-Michel Di Falco, prélat français, évêque de Gap, accusé d'abus sexuels sur mineurs
- 26 novembre : Luigi Negri, prélat italien, archevêque de Ferrare-Comacchio († 31 décembre 2021)
- 4 décembre : Giovanni Tonucci, prélat italien, diplomate du Saint-Siège et archevêque titulaire de Torcello (de) puis prélat de Lorette
- 17 décembre : André Lacrampe, prélat français, archevêque de Besançon († 15 mai 2015)
- 30 décembre : Mario Giubilei, prêtre ouvrier français et personnalité de la culture († 14 décembre 2016)
- Date précise inconnue : Bienheureux Paul Thoj Xyooj, catéchiste et martyr laotien († 1er mai 1960)

## Décès
- 3 janvier : René Graffin, prêtre et orientaliste français (° 22 mars 1858)
- 5 janvier : Paul Lequien, prélat français, évêque de Saint-Pierre et Fort-de-France (° 4 septembre 1872)
- 9 janvier : Hippolyte Tréhiou, prélat français, évêque de Vannes (° 22 novembre 1880)
- 17 janvier : Bienheureux Antonin Bajewski, prêtre franciscain, vicaire de Maximilien Kolbe et martyr polonais du nazisme (° 17 janvier 1915)
- 18 janvier : Marie-Élie Jarosseau, prélat et missionnaire français, vicaire apostolique de Harar et évêque titulaire de Sauatra (de) (° 13 avril 1858)
- 26 janvier : Caspar Klein, prélat allemand, archevêque de Paderborn (° 28 août 1865)
- 12 février : Alphonse-Osias Gagnon, prélat canadien, évêque de Sherbrooke (° 13 décembre 1860)
- 6 mars : Pierre Patau, prélat français, évêque auxiliaire de Perpignan et évêque titulaire de Torone (de) (° 4 mai 1864)
- 8 mars : Théophile Reyn, prêtre belge, fondateur des Aumôniers du Travail (° 8 mars 1860)
- 11 mars : Karl Joseph Schulte, cardinal allemand, archevêque de Cologne (° 14 septembre 1871)
- 21 avril : Karel Kašpar, cardinal tchèque, archevêque de Prague (° 16 mai 1870)
- 9 mai : 
  - Bienheureux Józef Cebula, prêtre et martyr polonais du nazisme (° 23 mars 1902)
  - Bienheureux Étienne Grelewski, prêtre et martyr polonais du nazisme (° 3 juillet 1898)
- 30 mai : Wilfrid Morin, prêtre, écrivain et militant indépendantiste québécois (° 1er novembre 1900)
- 2 juin : Bienheureux Bolesław Strzelecki, prêtre, résistant au nazisme et martyr polonais (° 10 juin 1896)
- 5 juin : Alexandru Nicolescu, prélat grec-catholique roumain, archevêque de Făgăraş et Alba Iulia
- 16 juin : Adolphe Rayssac, prélat et missionnaire français, vicaire apostolique de Shantou et évêque titulaire de Cotyaeum (de) (° 4 novembre 1866)
- 17 juin : Léonie Martin, religieuse visitandine française, sœur de Sainte Thérèse de Lisieux, servante de Dieu (° 3 juin 1963)
- 21 juin : Joseph-Marie Trèves, prêtre, écrivain et résistant italien (° 31 août 1874)
- 30 juin : Bienheureux Zénon Kovalyk, prêtre grec-catholique ukrainien, martyr du communisme (° 18 août 1903)
- 7 juillet : Josef Zotz, prêtre autrichien, opposant au nazisme (° 9 janvier 1902)
- 22 juillet : François-Marie Savina, prêtre, anthropologue et missionnaire français en Chine (° 20 mars 1876)
- 29 juillet : Laurenz Matthias Vincenz, prélat suisse, évêque de Coire (° 28 mars 1874)
- 14 août : Saint Maximilien Kolbe, prêtre et franciscain polonais mort en martyr à Auschwitz (° 8 janvier 1894)
- 1er octobre : Délia Tétreault, religieuse canadienne, fondatrice des Sœurs missionnaires de l'Immaculée-Conception (° 4 février 1865)
- 2 octobre : George Schoener, prêtre et botaniste américain (° 21 mars 1864)
- 3 octobre : Georg Weig, prélat et missionnaire allemand, vicaire apostolique de Qingdao et évêque titulaire d'Antandrus (de) (° 14 décembre 1883)
- 8 octobre : Lorenzo Lauri, cardinal italien de la Curie, précédemment diplomate du Saint-Siège et archevêque titulaire d'Éphèse (de) (° 15 octobre 1864)
- 16 octobre : Bienheureux Joseph Jankowski, prêtre et martyr polonais du nazisme (° 17 novembre 1910)
- 28 octobre : Thomas-Louis Heylen, prélat belge, évêque de Namur (° 5 février 1856)
- 1er novembre : Camille Melloy, prêtre et poète belge (° 28 janvier 1891)
- 2 novembre : Vincent Wehrle, prélat et missionnaire suisse, premier évêque de Bismarck (° 19 décembre 1855)
- 13 novembre : Pierre-Philippe Giraudeau, prélat et missionnaire français, vicaire apostolique de Tan-tsien-lou et évêque titulaire de Daphnusia (de) (° 17 mars 1850)
- 27 novembre : Camille Looten, prêtre français, président du Comité flamand de France (° 16 octobre 1855)
- 2 décembre : Bienheureuse Lidwine Meneguzzi, religieuse italienne, missionnaire en Éthiopie (° 12 septembre 1901)
- 7 décembre : Aloysius Schmitt, prêtre et aumônier militaire américain, mort à Pearl Harbor (° 4 décembre 1909)
- 9 décembre : Paul Buffet, prêtre, peintre et illustrateur français (° 27 avril 1864)
- 20 décembre : Amédée Gosselin, prêtre, enseignant et historien canadien (° 30 septembre 1863)
- 24 décembre : Joseph-Marie-Désiré Guiot, prélat français, vicaire apostolique de Villavicencio et évêque titulaire d'Augustopolis-en-Phrygie (° 6 août 1860)